# Pelizaeus-Gymnasium Paderborn
Das Pelizaeus-Gymnasium ist mit ca. 1500 Schülern das größte von sechs Gymnasien der Stadt Paderborn. Es trägt den Namen seiner Gründerin Johanna Pelizaeus, die 1859 als junge Lehrerin mit Unterstützung kirchlicher Kreise in Paderborn eine private katholische „höhere Töchterschule“ mit Internat errichtete. Für Mädchen über 14 Jahre war das Pelizaeus-Gymnasium die erste katholische weiterführende Bildungseinrichtung in Paderborn. Kurz zuvor war eine evangelische höhere Töchterschule errichtet worden.
Aus kleinen Anfängen heraus entwickelte sich die Schule zu einer lebensfähigen Anstalt, die sich fast 50 Jahre lang als Privatschule im alleinigen Besitz der Gründerin befand und dann – bis zu ihrer Verstaatlichung im Jahre 1929 – von einer privaten Trägergesellschaft geführt wurde. Zur Schule gehörten zeitweise ein eigenes Lehrerinnenseminar, eine „Frauenschule“ und die Abteilung „technische Kurse“ für die Lehrerinnenausbildung in Hauswirtschaft, Handarbeit und Turnen.
Bis 1974 war das Pelizaeus-Gymnasium in seinem Hauptzweig ein „Staatliches Neusprachliches Mädchengymnasium“. Daneben bestanden eine „Frauenoberschule“ (mit hauswirtschaftlichem Schwerpunkt, von 1930 bis 1974) und ein „pädagogisch-musischer“ Zweig (von 1965 bis 1974). Seit 1974 wird die Schule als Gymnasium der Stadt Paderborn für Jungen und Mädchen geführt. Zwar wird die Schule weiterhin von mehr Mädchen als Jungen besucht, doch auch die Zahl der männlichen Schüler nimmt weiter zu.
Der Schulleiter ist seit 2012 Peter Lütke Westhues, nachdem er bereits Stellvertreter des ehemaligen Schulleiters, Antonius Steins, war. Sein Stellvertreter ist Herr Adami.
36 Klassen sind derzeit mit ca. 990 Schülern in der Sekundarstufe I und 495 Schüler besuchen die Sekundarstufe II.

## Geschichte

### Von der Schulgründung 1859 bis 1908 – Anfangsjahre
Auf die am 7. Oktober 1859 im „Westfälischen Volksblatt“ erschienene Anzeige zur Eröffnung der katholischen höheren Töchterschule meldeten sich fünf Schülerinnen. Im Laufe des Jahres kamen weitere vier dazu. Die Beschränkung der Anmeldung auf über 14-jährige Mädchen war etwas Neues für die Paderborner und macht diese Zahl etwas verständlicher. Hinzu kommt, dass die Lehrgegenstände (Religionslehre, Weltgeschichte, Geographie, Deutsche Sprache, Französische Sprache, Englische Sprache, Naturwissenschaft, Rechnen, Schönschreiben, Zeichnen und Handarbeit; entnommen aus dem o. g. Zeitungsartikel) einen hohen Anspruch erkennen ließen.
Zum Begriff Töchterschuledie Töchterschule weist Charaktereigenschaften einer Standesschule auf, die nur oder eher dem gehobeneren Stand zugänglich gemacht werden konnte (auch wegen des Schulgeldes); in diesem speziellen Fall zeichnet sich die Töchterschule aber auch durch die familiäre Atmosphäre aus, die dadurch entstand, dass Lehrerinnen und Schülerinnen in den ersten Jahren unter einem Dach wohnten.
In den ersten Jahren erteilte Johanna größtenteils selbst den Unterricht. In den Fächern Religionslehre und Rechnen erhielt sie geistliche Unterstützung, für die Französisch-Stunden konnte man eine in Paderborn ansässige Französin gewinnen.
Nach dem Anstieg der Schülerinnenzahl im Sommersemester 1860, musste die Schule im April 1861 in eine neue Räumlichkeit wechseln. Das Wohnhaus am Stadelhof Nr. 2 sollte für 47 Jahre – also bis zum Jahr 1908 – Schulgebäude sein. Die Herabsetzung des Aufnahmealters von 14 auf 12 Jahre brachte der Schule im Jahr 1869 weitere Schülerinnen ein. 1877 wurde die Altersbegrenzung dann ganz aufgehoben und aus erneuten Platzgründen im Garten des Gebäudes ein Flügel angebaut. Die Schule umfasste nun 10 Jahrgänge (1. – 10. Klasse) mit Mädchen im Alter von 6 bis 16 Jahren und konkurrierte von nun an mit allen Paderborner Schulen.

## Schulleben

### Partnerschulen
Schulpartnerschaften bestehen zum Lycée Bellevue in Le Mans (Frankreich), zum Baczynski-Liceum (wurde geschlossen) in Krakau (Polen), zu einem großen Gymnasium in Pskow (Russland), die Blindenschule in Paderborn sowie seit 1997 zu zwei Schulen in Ghana, welche finanziell unterstützt werden. Mit den Partnerschulen in Frankreich, Polen und Russland findet ein regelmäßiger Schüleraustausch statt.

### Präsenzbibliothek
Beim Neubau des C-Gebäudes wurde die Idee einer Präsenzbibliothek verwirklicht, welche den Schülern für Recherchen während des Unterrichts aber auch als Aufenthaltsraum in Freistunden zur Verfügung steht. Die Präsenzbibliothek wird von den Schülern der Schule eigenständig im Rahmen einer Arbeitsgemeinschaft betreut.

### Sporthalle
Das Pelizaeus-Gymnasium besitzt eine Dreifach-Sporthalle mit einem Gymnastikraum in der oberen Etage. Zudem hat die Sporthalle eine Tribüne mit Platz für circa 300 Zuschauer. Die alte Turnhalle, die an das Reismann-Gymnasium vermietet war, wurde 2010 abgerissen, um eine Mensa für das Pelizaeus-Gymnasium zu errichten.

### Außerunterrichtliches Engagement
Am Pelizaeus-Gymnasium gibt es zahlreiche Formen außerunterrichtlichen Engagements, beispielsweise in AGs, Sportgruppen, der Schülervertretung oder bei der Schülerzeitung. Einmal jährlich werden besonders engagierte Schüler für ihr Ehrenamt mit dem sogenannten „Pelizaeus-Preis“ geehrt.

## Ehemaligennetzwerk
Im Juni 2003 hat sich mit Petzwerk – Pelizaeus Ehemaligen Netzwerk e. V. ein Netzwerk ehemaliger Schüler des Pelizaeus-Gymnasiums gegründet. Neben der Aufrechterhaltung alter Schulkontakte verfolgt das Ehemaligennetzwerk das Ziel, Schülern aus der Oberstufe Ansprechpartner für die Studien- und Berufswahl zu sein.
Auf Petzwerk-Infoabenden am Pelizaeus-Gymnasium haben die Schüler die Möglichkeit, direkte Gespräche mit den anwesenden Ehemaligen zu führen und von deren Erfahrungen in der Ausbildung, im Studium oder im Berufsleben zu profitieren.
Am 27. März 2009 fand eine Informationsveranstaltung zum ersten Mal in Kombination mit einem von der Schule organisierten Berufemarkt während der Unterrichtszeit statt.

## Brand am 29. August 2016
Am 29. August kam es zu einem Brand im linken Teil des B-Gebäudes während der Mittagspause, der durch Dachdeckerarbeiten ausgelöst wurde. Die Schule wurde daraufhin evakuiert. Die darin untergebrachten Klassen 8 und 9 wichen nun auf die ehemalige Busdorf-Hauptschule aus. Das Gebäude bedarf einer vollständigen Sanierung.

## Ehemalige Schüler
- Ulrike Brandenburg, Ärztin und Sexualwissenschaftlerin, Präsidentin der Deutschen Gesellschaft für Sexualforschung, Abitur 1972
- Rahman Jamal, Autor des Buches Der Mann ohne Muttersprache, Abitur 1984[6][7]
- Judith Rakers, Moderatorin, Autorin und TV-Journalistin, Abitur 1995